# NGC 2
NGC 2 è una galassia a spirale di quindicesima magnitudine visibile nella costellazione di Pegaso e distante circa 96,5 Mpc (314,6 milioni di anni luce) dalla Terra.
Fu scoperta da Lawrence Parsons nel 1873 con un telescopio riflettore da 72 pollici (182,9 cm).

## Caratteristiche

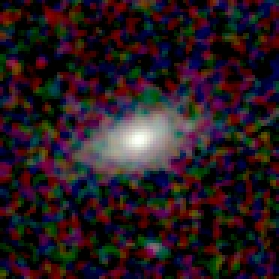
NGC 2 ripresa nel vicino infrarosso da 2MASS.

NGC 2 è un'evanescente galassia a spirale di magnitudine visuale 14,96 e piccole dimensioni angolari (1,0 × 0,6 arcominuti); a causa di queste caratteristiche non è alla portata di piccoli telescopi amatoriali. Secondo il sistema di classificazione di Hubble rivisto da de Vaucouleur, NGC 2 viene classificata come una galassia di tipo Sab, ovvero una galassia spirale (S) in cui il contributo del disco e del nucleo circa si equivalgono (ab).
La distanza di NGC 2 è stata calcolata alla fine degli anni novanta tramite la relazione Tully-Fisher che lega la luminosità intrinseca di una galassia con l'ampiezza della propria curva di rotazione. Il valore trovato è di circa 96,5 ± 4,4 Mpc (314,6 ± 14,4 milioni di anni luce).
A circa 1,8 arcominuti a nord di NGC 2, si trova NGC 1. Le due galassie formano una "coppia apparente" e non sono legate fisicamente fra loro, poiché NGC 1 è molto più vicina alla Terra (circa 57,6 Mpc, pari a 188 milioni di anni luce)

### Libri
- (EN) C. J. Lada, N. D. Kylafits, The Origin of Stars and Planetary Systems, Kluwer Academic Publishers, 1999, ISBN 0-7923-5909-7.
- A. De Blasi, Le stelle: nascita, evoluzione e morte, Bologna, CLUEB, 2002, ISBN 88-491-1832-5.

### Carte celesti
- Tirion, Rappaport, Lovi, Uranometria 2000.0 - Volume I & II, Richmond, Virginia, USA, Willmann-Bell, inc., 1987, ISBN 0-943396-15-8.
- Tirion, Sinnott, Sky Atlas 2000.0 - Second Edition, Cambridge, USA, Cambridge University Press, 1998, ISBN 0-933346-90-5.
- Tirion, The Cambridge Star Atlas 2000.0, 3ª ed., Cambridge, USA, Cambridge University Press, 2001, ISBN 0-521-80084-6.